# 東 (桐生市)
東（ひがし）は、群馬県桐生市の町名である。郵便番号は376-0034。
1966年（昭和41年）の住居表示の実施により、それまでの諏訪町・芳町・安楽土町・今泉町・清水町の地域に新設された町名である。

## 地理
桐生市の中部に位置し、桐生市第七区に属する。東部は桐生川を境として菱町に、南部は浜松町に、西部は中通りを境として仲町に、北部は東久方町にそれぞれ接する。
町内北部が一・二・三丁目、中部が四・五丁目、南部が六・七丁目となっている。町内北部には栃木県道・群馬県道227号小俣桐生線が通じており、桐生川に架かる幸橋によって菱町や足利市小俣町と結ばれる。
二丁目には関東八十八箇所第十番霊場観音院がある。観音院境内の地蔵堂は日限地蔵尊として知られ、毎月24日の縁日には多くの参詣者が訪れる。四丁目に桐生織物参考館「紫」や桐生タイムス社がある。六丁目のJR両毛線高架橋南側には稲荷町から移された新川バラ園がある。七丁目には桐生スケートセンターがある。

## 歴史
かつての今泉村の一部にあたる。1873年（明治6年）に、今泉村、堤村、本宿村、村松村が合併して安楽土村となる。
1889年（明治22年）の町村制施行により、桐生新町、新宿村、安楽土村、下久方村、上久方村平井が合併して桐生町が発足、安楽土村は桐生町の大字の一つとなる。1921年（大正10年）の市制施行を経て、1929年（昭和4年）に大字が廃止され、諏訪町・芳町・安楽土町・今泉町・清水町が新設された。
1966年（昭和41年）の住居表示の実施に伴う町名変更により、諏訪町・芳町・安楽土町・今泉町・清水町が新たに「東」となった。

## 世帯数と人口
2022年（令和4年）1月31日現在の世帯数と人口は以下の通りである。
| 丁目     | 世帯数    | 人口    |
| -------- | --------- | ------- |
| 東一丁目 | 397世帯   | 700人   |
| 東二丁目 | 335世帯   | 704人   |
| 東三丁目 | 227世帯   | 441人   |
| 東四丁目 | 272世帯   | 543人   |
| 東五丁目 | 305世帯   | 606人   |
| 東六丁目 | 188世帯   | 363人   |
| 東七丁目 | 237世帯   | 503人   |
| 計       | 1,943世帯 | 3,860人 |

## 小・中学校の学区
市立小・中学校に通う場合、学区は以下の通りとなる。
| 丁目     | 番地     | 小学校           | 中学校             |
| -------- | -------- | ---------------- | ------------------ |
| 東一丁目 | 1〜5番   | 桐生市立北小学校 | 桐生市立清流中学校 |
| 東一丁目 | その他   | 桐生市立東小学校 | 桐生市立清流中学校 |
| 東二丁目 | 1〜6番   | 桐生市立北小学校 | 桐生市立清流中学校 |
| 東二丁目 | その他   | 桐生市立東小学校 | 桐生市立清流中学校 |
| 東三丁目 | 1番、2番 | 桐生市立北小学校 | 桐生市立清流中学校 |
| 東三丁目 | その他   | 桐生市立東小学校 | 桐生市立清流中学校 |
| 東四丁目 | 全域     | 桐生市立東小学校 | 桐生市立清流中学校 |
| 東五丁目 | 全域     | 桐生市立東小学校 | 桐生市立清流中学校 |
| 東六丁目 | 全域     | 桐生市立東小学校 | 桐生市立清流中学校 |
| 東七丁目 | 全域     | 桐生市立東小学校 | 桐生市立清流中学校 |

## 交通

### 鉄道
町内に鉄道駅はない。

### 道路
- 栃木県道・群馬県道227号小俣桐生線

## 施設
- 桐生市立清流中学校
- 養泉寺
- 重恩寺
- 日限地蔵尊 観音院
- 光性寺

## 避難所
- 東幼稚園（土砂災害時の緊急避難場所）[12]
- 東一丁目児童公園（土砂災害、地震時の緊急避難場所）
- 桐生市立清流中学校（洪水災害、土砂災害、地震、大規模火災、内水氾濫時の緊急避難場所及び指定避難所）
- 東三丁目児童公園（土砂災害、地震時の緊急避難場所）
- 東公民館（洪水災害、土砂災害、地震、内水氾濫時の緊急避難場所及び指定避難所）
- 東保育園（土砂災害時の緊急避難場所）
- 清水町児童公園（土砂災害、地震時の緊急避難場所）